# La liebre con ojos de ámbar
La liebre con ojos de ámbar: una herencia oculta (2010) es una memoria familiar del ceramista británico Edmund de Waal. De Waal cuenta la historia de su familia, los Ephrussi, antaño una dinastía bancaria judía europea muy rica, con sedes en Odesa, Viena y París, y compañeros de la familia Rothschild. Los Ephrussi perdieron casi todo en 1938 cuando los nazis confiscaron sus propiedades, y no pudieron recuperar la mayor parte de ellas después de la guerra, incluidas obras de arte de valor incalculable. Una colección fácil de ocultar de 264 esculturas japonesas en miniatura, llamadas netsuke, fue guardada, escondida dentro de un colchón, por Anna, una criada leal en el Palais Ephrussi en Viena durante los años de guerra. La colección se ha transmitido a través de cinco generaciones de la familia Ephrussi, proporcionando un hilo conductor para la historia de sus fortunas desde 1871 hasta 2009. En 2021, La liebre de ojos de ámbar se distribuyó en Viena como libro gratuito, con una tirada de 100.000 ejemplares.

## Trama

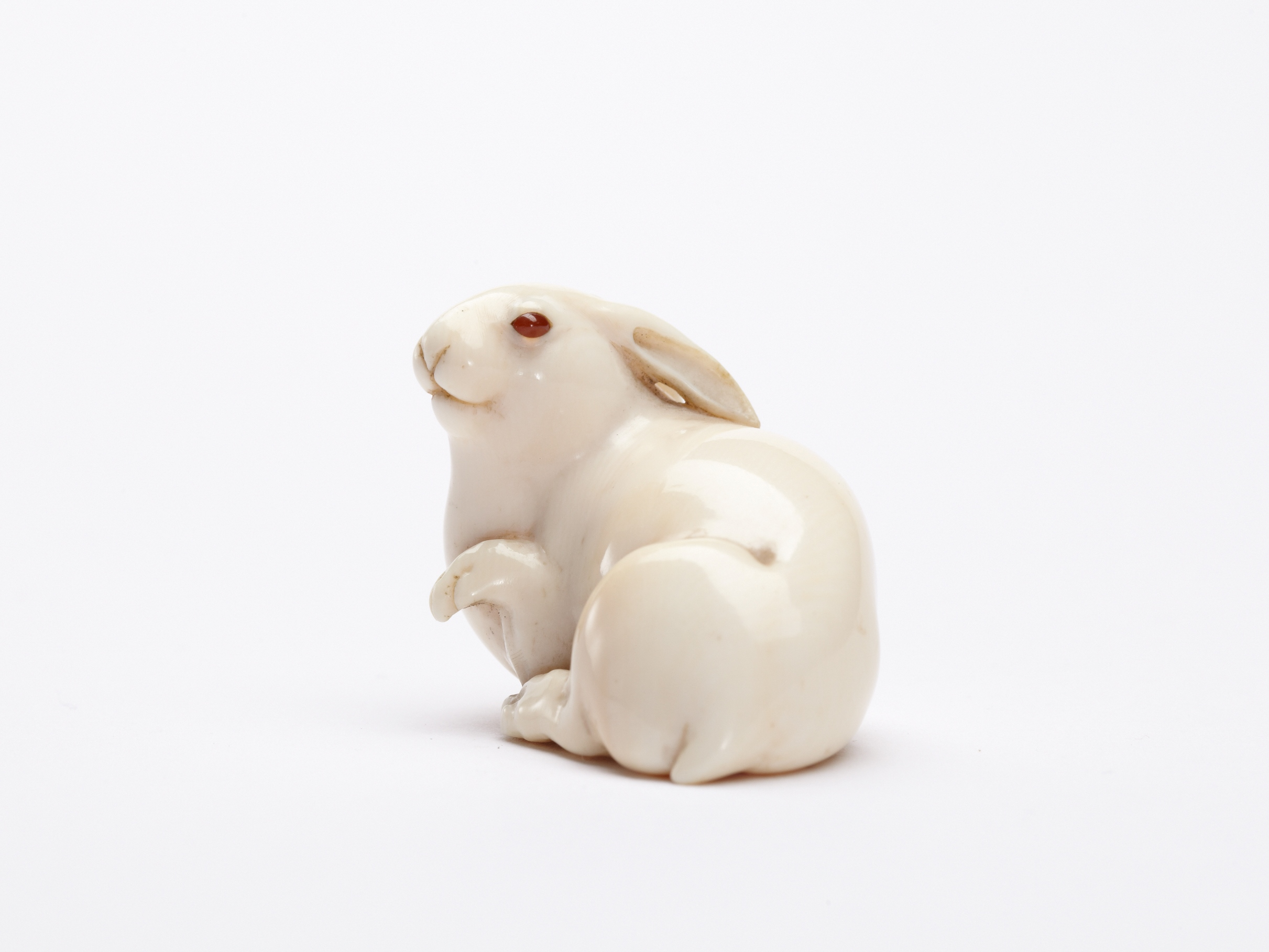
Netsuke, la liebre con ojos de ámbar, en una exposición en el Kunsthistorisches Museum de Viena, noviembre de 2016

El narrador describe la larga investigación sobre varios miembros de la familia, fallecidos hace mucho tiempo, y concentra su informe en la conmovedora historia de una colección de 264 netsuke, miniaturas japonesas, talladas en madera o marfil. Esta colección fue adquirida por Charles Ephrussi en París, fue un regalo para su primo, Viktor Ephrussi, y fue escondida por una niñera llamada Anna cuando los órganos del estado nazi confiscaron el Palais Ephrussi y la colección de arte de la familia. La colección le fue devuelta a la familia después de 1945. El libro está provisto de un árbol genealógico.
Gina Thomas entrevistó a de Waal en su atelier, comentando al respecto: "Empezando por el netsuke, sus observaciones siempre se basan en objetos concretos. Si se hubiera propuesto escribir una historia político-cultural, dinástica y de época sobre la asimilación utilizando a su familia como ejemplo, habría fracasado, dice de Waal: “Los objetos eran la brújula del libro. Todo lo demás se desarrolló instintivamente”. Admite que no le gustan las memorias como género porque arrojan demasiada luz sobre la esfera privada. En la literatura, en cambio, siempre hay lugares en los que el autor no entra, donde el lector se queda solo con su imaginación." 

## Recepción
El libro fue descrito por el erudito literario Oliver vom Hove como un "libro de memoria sin precedentes". Sin embargo, se ha argumentado que la descripción de la historia de la casa bancaria Ephrussi & Co. no corresponde a los hechos históricos. Alexander Weiner, por ejemplo, el jefe del banco desde 1924, no aparece en el libro. Hay también otras inexactitudes: la representación de Ignaz von Ephrussi contradice los documentos que se han conservado en el archivo de la herencia, que se encuentra en los Archivos de la Ciudad y el Estado de Viena. El historiador social y económico Roman Sandgruber comenta sobre la riqueza de Victor Ephrussis, a quien se caracteriza como el banquero más rico de Viena después de Albert Rothschild : “De Waal también lo sobreestima. De ninguna manera era el segundo banquero más rico de la ciudad, ya que en 1910 ocupaba el puesto 258 en la escala de ingresos". El historiador contemporáneo Oliver Rathkolb ha realizado su propia búsqueda de rastros de Anna, pero sin éxito.

## Premios y honores
- Premio Ondaatje 2011, ganador.
- Premio JQ Wingate 2011, finalista.
- 2011 Libro notable de ALA.
- 2010 Costa Book Awards, ganador (Biografía).
- Premio Nacional del Libro Galaxy 2010, Nuevo Escritor del Año[8]
- 2010 Amazon.com, Lo mejor del mes, septiembre
- 2010 The Economist, lista de libros del año[9]

## Ediciones
- Primera edición del Reino Unido: The Hare with Amber Eyes: A Hidden Inheritance, Chatto & Windus, Gran Bretaña, 2010.
- Primera edición estadounidense: The Hare with Amber Eyes: A Family's Century of Art and Loss, Farrar, Straus and Giroux, Nueva York, 2010.ISBN 978-0-374-10597-6
- Traducción al alemán de Brigitte Hilzensauer: Der Hase mit den Bernsteinaugen. Das verborgene Erbe der Familie Ephrussi, Paul Zsolnay Verlag, Viena, 2011, ISBN 978-3-552-05556-8
- Traducción al español de Marcelo Cohen Levis: La liebre con ojos de ámbar: una herencia oculta, Acantilado, 2012, ISBN 8415277717